# Timimoun

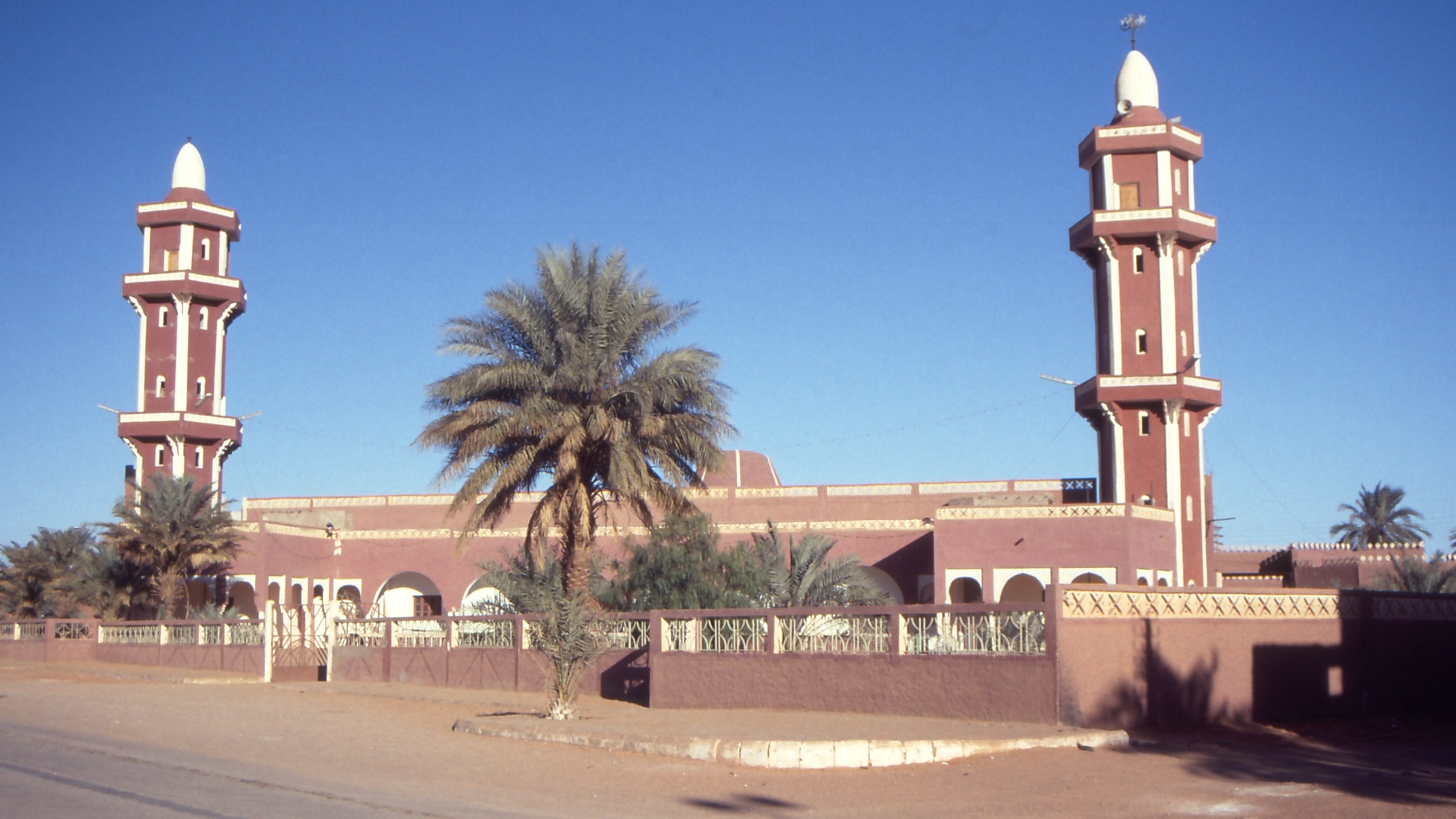
„Große Moschee“ von Timimoun

Timimoun (arabisch تيميمون, Zentralatlas-Tamazight ⵜⵉⵎⵉⵎⵓⵏ) ist eine zentralalgerische Oasenstadt in der Gourara-Region mit etwa 25.000 Einwohnern und Hauptort einer aus zahlreichen Dörfern bestehenden Gemeinde mit insgesamt ca. 35.000 Einwohnern. Darüber hinaus ist Timimoun die Hauptstadt der gleichnamigen Provinz Timimoun.

## Lage und Klima
Timimoun befindet sich am Rand eines Salzsees (sabcha) in einer Höhe von etwa 300 m ca. 1220 km (Fahrtstrecke) südwestlich von Algier im Westlichen Großen Erg am Rand des Plateaus von Tademait. Das Klima ist wüstenartig und warm bis heiß; der hauptsächlich im Winterhalbjahr fallende äußerst spärliche Regen (ca. 15 mm/Jahr) sammelt sich in den Felsspalten der Berge und fließt nur langsam über im Untergrund befindliche Tonschichten in die tiefergelegenen Oasen ab.
Der Ortsteil Timimoun selbst ist in eine alte und eine neuere Stadt geteilt. Der alte Teil wird nach der berbersprachlichen Bezeichnung für eine alte Berberfestung Ksour („Dorf“ oder „Burg“) genannt und ist nahezu verlassen; der neuere Teil wurde von der damaligen Kolonialmacht Frankreich ab den 1920er Jahren gebaut.

## Geschichte und Wirtschaft
Timimoun war ein Karawanenort, in dem jahrhundertelang Getreide, Textilien und andere wertvolle Güter aus dem Norden gegen Metalle und Elfenbein aus dem Süden getauscht wurden. In den ehemals mehr als 30 Ortsteilen dominiert die auf dem über unterirdische Kanäle (foggaras) herbeigeführten Quellwasser der nahegelegenen Berge basierende und überwiegend zur Selbstversorgung betriebene Oasenwirtschaft; lediglich getrocknete Datteln und Granatäpfel wurden verhandelt. Das zur Verfügung stehende Wasser wird nach einem traditionellen Verteilungsschlüssel über diverse oberirdische Kanäle auf die Felder geleitet. Seit den 1980er Jahren spielt auch der Tourismus eine gewisse Rolle.

## Verkehr
Timimoun liegt an der Nationalstraße 51 und der Nationalstraße 118. Der Flughafen Timimoun liegt etwa 5 Kilometer südöstlich der Stadt.

## Sehenswürdigkeiten
Timimoun
Sehenswert sind vor allem im Frühjahr die in der näheren und weiteren Umgebung des Ortes gelegenen Palmenoasen mit ihren kleinen Parzellen, auf denen Bohnen, Zwiebeln und anderes Gemüse angebaut werden. Die auf natürlichem Fels gebauten Häuser der verschiedenen Dörfer bestanden noch bis weit ins 20. Jahrhundert hinein aus Stampflehm oder Lehmziegeln mit Zwischendecken aus Palmstämmen, kleinen Ästen und Schilf; seit Beginn der Kolonialzeit wurden sie sukzessive durch Bauten mit Wänden aus Hohlblockziegel und Decken aus Beton ersetzt.
Im Jahr 1990 wurde die „Große Moschee“, ein Bau mit zwei Minaretten und einem Innenhof (sahn), eingeweiht.
Ksar Draa
Inmitten einer Sanddünenlandschaft ca. 20 km nördlich des Ortes liegt der sogenannte Ksar Draa, eine runde, im 17./18. Jahrhundert aus Bruchsteinen mit Lehmbewurf errichtete Speicherburg mit Zinnenkranz. Im Inneren befinden sich die Ruinen einer kleinen Stadt. Welchem Zweck die Stadt diente – war sie Handelsplatz, Gefängnis, Karawanserei oder eine Burg einheimischer jüdischer Kaufleute? –, ist unbekannt, jedoch ist wahrscheinlich, dass der Ksar Handelskarawanen als sicherer Rastplatz diente. An die Außenwand angelehnt befinden sich im Inneren zahlreiche Speicherkammern.

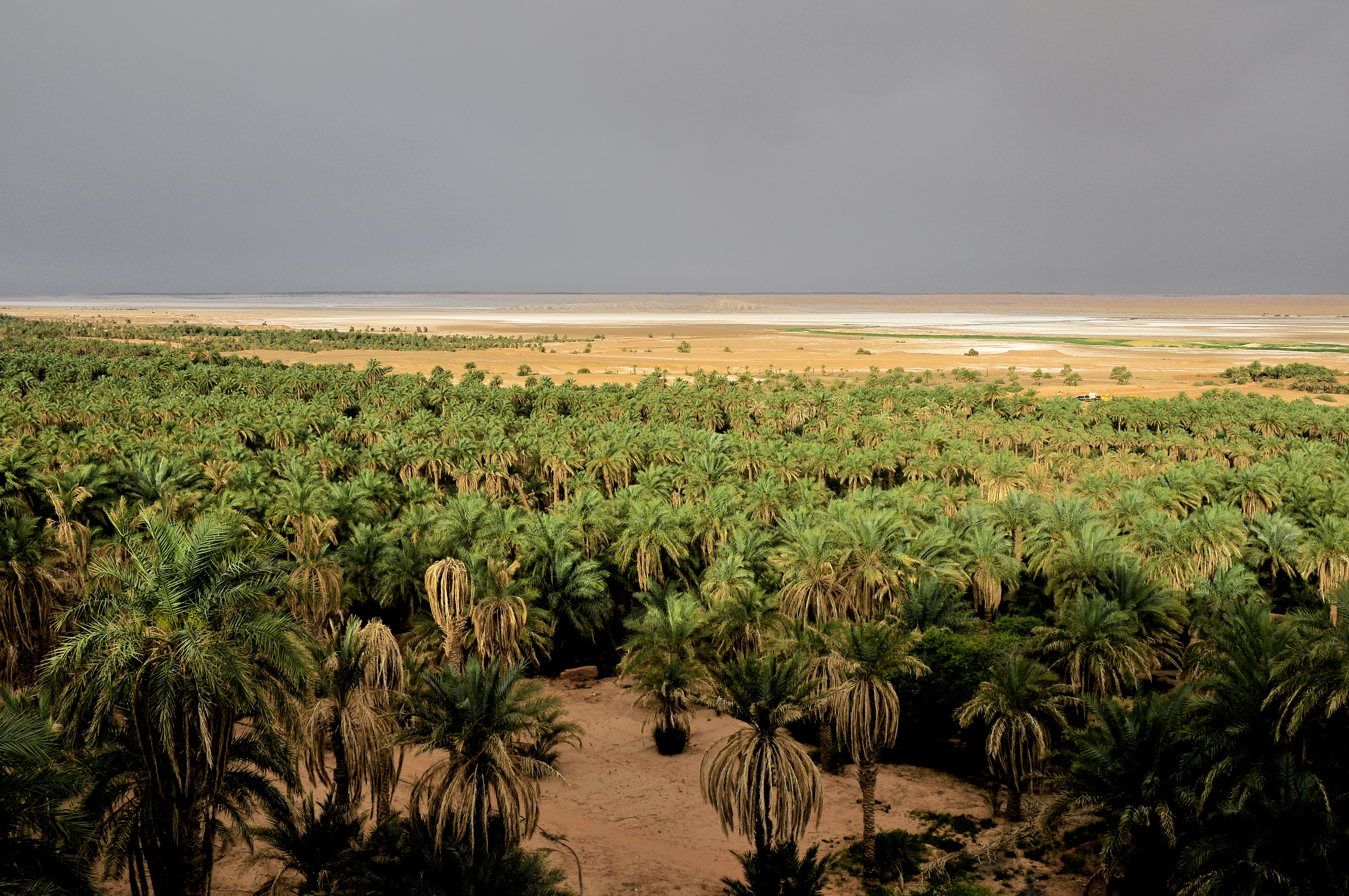
Palmenhain und Salzsee bei Timimoun
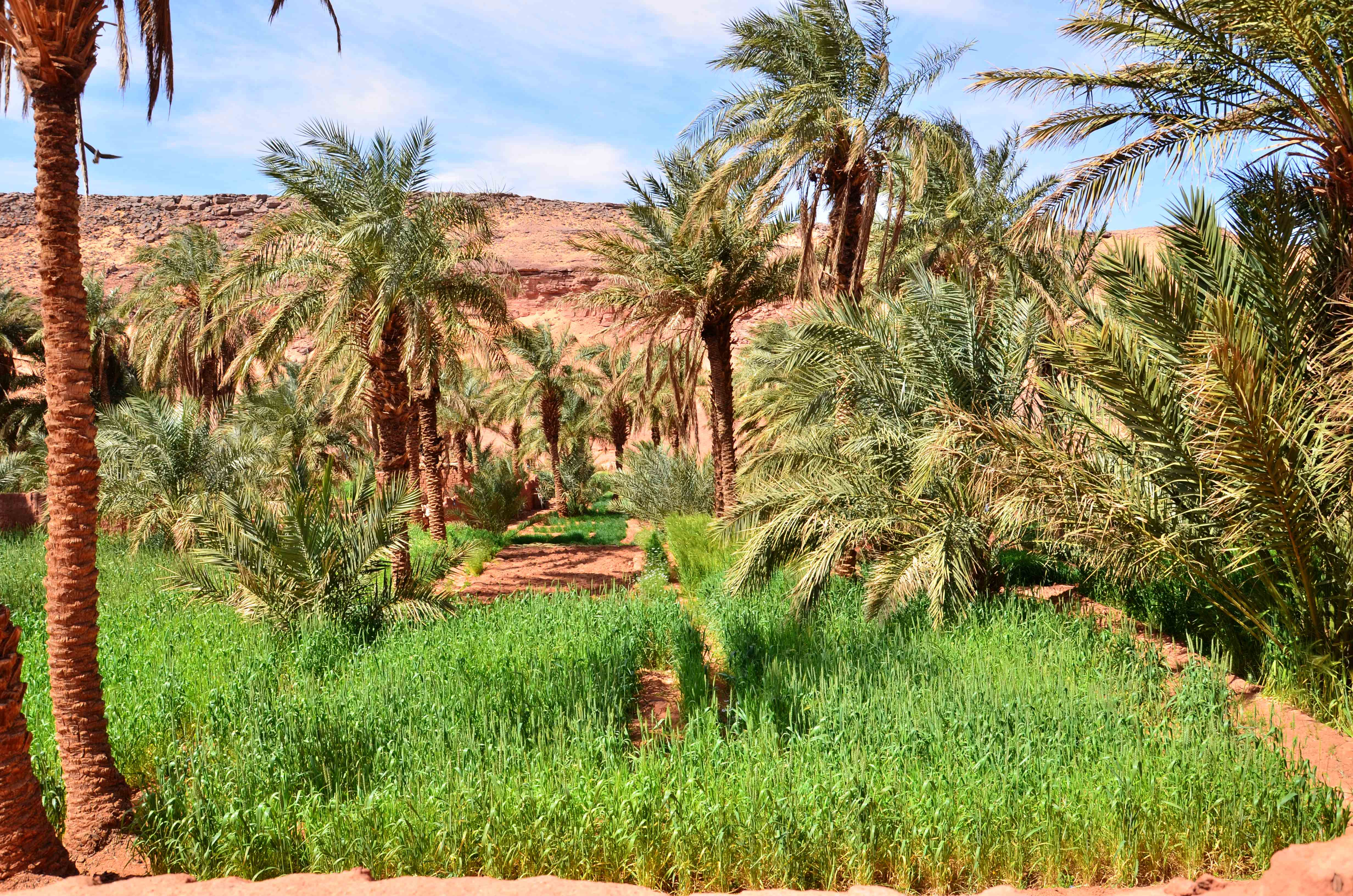
Oasenlandschaft bei Timimoun
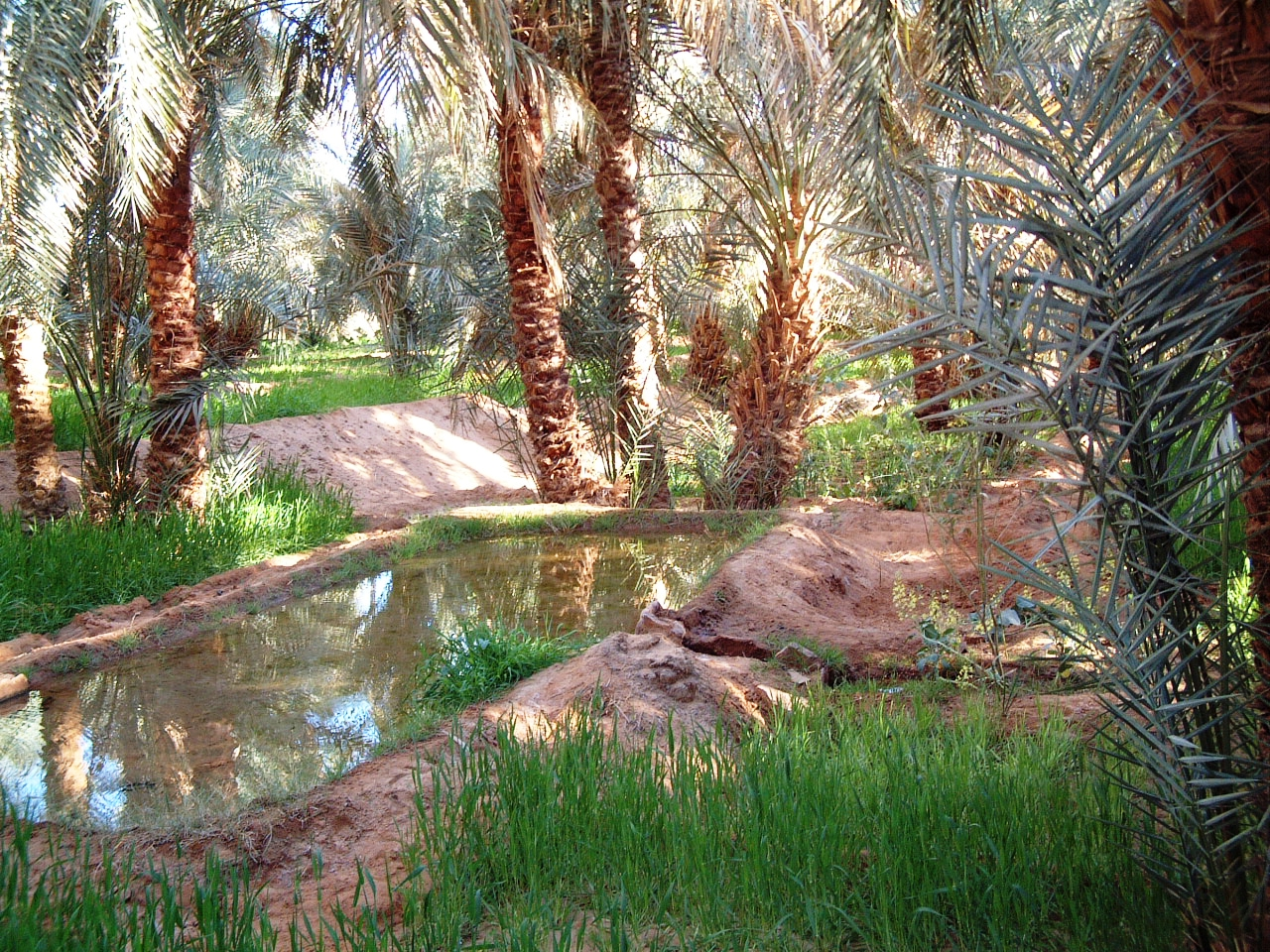
Oasenfelder mit vereinzelten Dattelpalmen
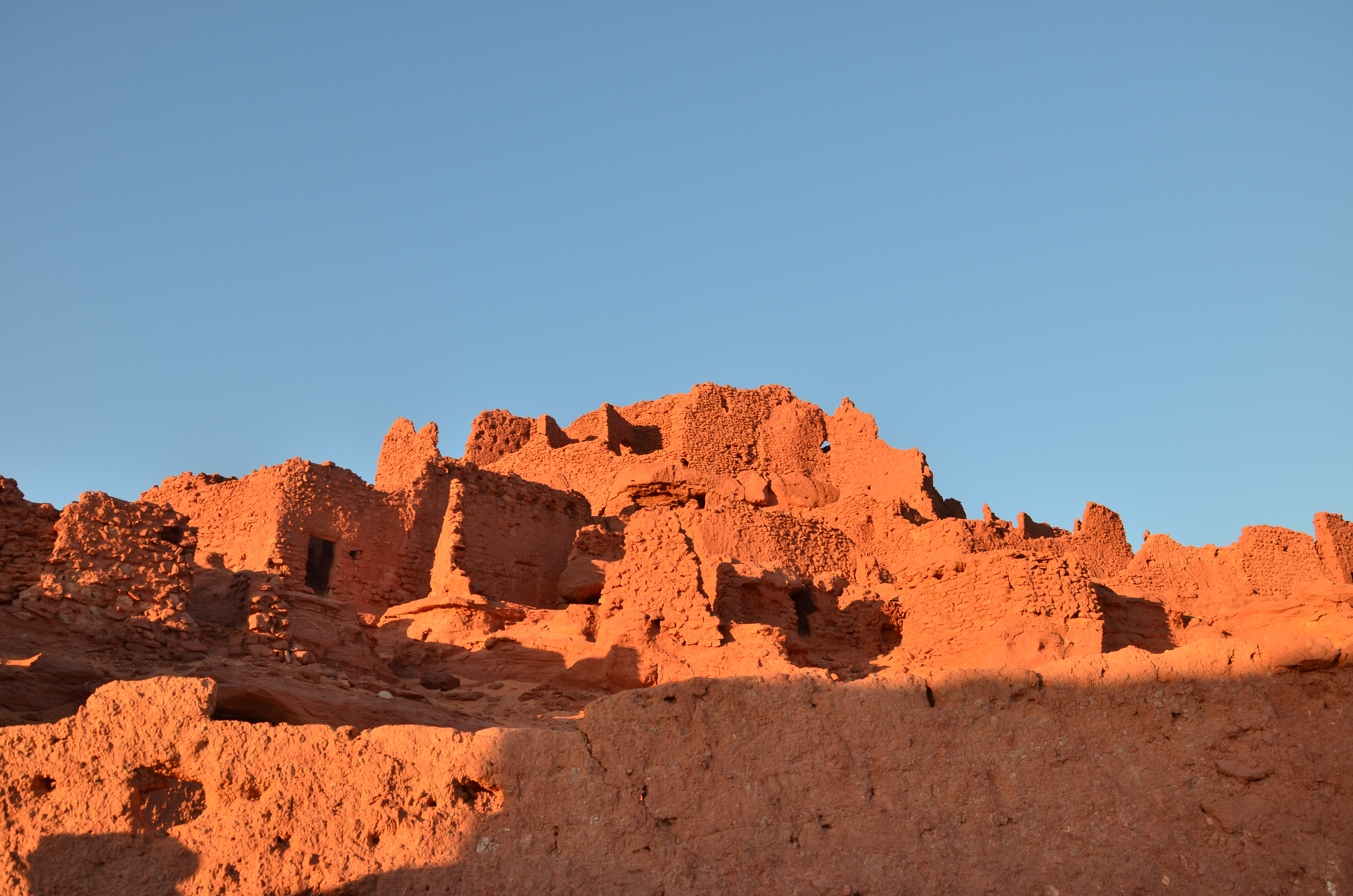
Ruinen des Ksar von Yaghzar